# Блуменау
Блуменау (порт. Blumenau) — місто та муніципалітет в штаті Санта-Катарина, Бразилія. Складова частина мезорегіону Валі-ду-Ітажаї. Входить в економіко-статистичний мікрорегіон Блуменау. Населення становить 292 972 осіб на 2007 рік. Займає площу 519,837км². Густота населення — 563,6 осіб/Км².
Свято міста — 2 вересня.

## Історія

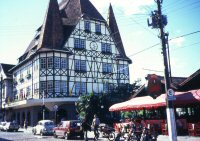
Фахверковий будинок німецького зразка в Блуменау

Місто було засноване 2 вересня 1850 року німецьким хіміком та господарником Германом Бруно Отто Блуменау, який прибув на узбережжя Бразилії, де зараз розташоване місто, з групою  з 17 інших вихідців з Німеччини. Землю було поділено на рівні частини між всіма першими колоністами, цей поділ досі помітний в структурі міського простору.

## Мови в Блуменау
| Німецька (виключно)       | 81  |
| Італійська (виключно)     | 17  |
| Німецька та португальська | 5   |
| Німецька та польська      | 4   |
| Португальська (виключно)  | 4   |
| Німецька та італійська    | 1   |
| Разом                     | 112 |

Приблизно через 100 років після заснування колонії в Блуменау домінувала німецька мова. Спершу німецька була єдиною мовою в місті, оскільки перші колоністи прибули сюди саме з Німеччини. З подильшою міграцією з Європи до Бразилії та внутрішньобразильською міграцією, у Блуменау поширилися й інші мови, особливо італійська та польська, якими розмоляли представинки відповідних етнічних громад. Загальною мовою спілкування залишалася німецька. Існувала розвинута інфраструктура з німецькомовних шкіл, товариств, театрів та інших закладів.
Уявлення про роль німецької мови в Блуменау сто років тому можна мати з даних наведеної вище таблиці про вживання німецької в школах.
Під час авторитарного правління президента Жетулью Варгаса в Бразилії пройшла широка кампанія націоналізації, яка заторкнула й німецькомовну громаду, оскільки держава намагалася форсувати асиміляцію непортугаломовного населення. Під час Другої світової війни Бразилія стала на бік Союзників, а становище німецькомовних значно погіршилося. Було закрито німецькі школи та заборонено широке вживання німецької. Зараз португальська, як і майже скрізь у Бразилії, є домінуючою мовою міста, проте німецька збереглася й досі як мова домашнього вжитку вихідців з Німеччини.

## Статистика
- Валовий внутрішній продукт на 2005 становить 5.516.256 000 000 реалів (дані: Бразильський інститут географії та статистики).
- Валовий внутрішній продукт на душу населення на 2005 становить 18.827,00 реалів (дані: Бразильський інститут географії та статистики).
- Індекс розвитку людського потенціалу на 2000 становить 0,855 (дані: Програма розвитку ООН).

## Географія
Клімат місцевості: субтропічний. За класифікацією Кеппена, клімат належить до категорії Cma.